# Play (EP de Ricky Martin)
"Play" é o segundo extended play do cantor porto-riquenho Ricky Martin. Foi lançado em 13 de julho de 2022, pela Sony Music Latin. 
Originalmente planejado como um álbum completo, Martin mudou o conceito após a disseminação da pandemia de COVID-19 e sua experiência com ataques de pânico. Ele dividiu o álbum em dois EPs, Pausa, lançado em maio de 2020, e Play. 
Foi promovido com dois singles, "Otra Noche en L.A." e "A Veces Bien Y A Veces Mal". O primeiro foi um sucesso comercial na América Latina, enquanto o último, que é uma colaboração com Reik, tornou-se um sucesso no Top 10 do México e de Porto Rico.

## Antecedentes e lançamento
Em janeiro de 2020, Ricky Martin anunciou o lançamento de seu décimo primeiro álbum de estúdio, inicialmente intitulado Movimiento. O registro deveria ser inspirado na história recente de Porto Rico, incluindo o Furacão Maria, de 2017, os protestos políticos de 2019 e os terremotos de 2019-20. No entanto, após a disseminação da pandemia de COVID-19, Martin começou a experimentar ataques de pânico. "Passei duas semanas com uma poker face para que minha família não fosse afetada, mas finalmente consegui levantar a cabeça e dizer 'eh, algo muito bom tem que sair disso, [vou] ser criativo'. E comecei a fazer música e [esse] foi o meu remédio, honestamente, porque realmente senti como se estivesse sufocando".
Subsequentemente, ele entrou em contato com sua gravadora, Sony Music, e decidiu dividir o álbum em dois extended plays, Pausa e Play. Martin descreveu o primeiro como mais "relax", enquanto o segundo consistiria de músicas mais animadas. Pausa foi lançado em 28 de maio de 2020. Foi indicado para Álbum do Ano e ganhou Melhor Álbum Vocal Pop na 21ª edição do Latin Grammy Awards. Em 13 de julho de 2022, Martin lançou "Play" surpreendentemente para download digital e streaming.
Ele escreveu sobre isso no Twitter: "Fazer música, selecionar as músicas e compartilhá-las com vocês é minha paixão. Tenho feito isso há 38 anos e sua reação é, sem dúvida, a motivação que me impulsiona nessa jornada complexa chamada vida. Eu não quero esperar mais. Aqui está um lançamento surpresa de minha nova música para vocês com amor. Espero que gostem tanto quanto eu gostei de fazê-lo".

## Gravação e composição
Play consiste em seis canções, duas das quais são colaborações. Durante uma entrevista com a revista Allure, ele descreveu o processo criativo como "insano" e disse: "Você nunca sabe como vai ser seduzido pela musa. Eu pensei que ia lançar um álbum hardcore, festivo e dançante com Play, e não foi isso." Ele explicou que sempre que se tranca "no estúdio com diferentes produtores e diferentes compositores", e que ele "tinha uma ideia do que achava que ia sair, e que não seria nada além de sons suaves, bonitos e suaves saíram". Martin conheceu o compositor e produtor colombiano Keityn, em 2021 e gravou quatro faixas para o EP: "Otra Noche en L.A.", "Amordio", "Paris in Love" e "Reina de Corazones". Martin gravou posteriormente "A Veces Bien Y A Veces Mal" com a banda mexicana Reik e "Ácido Sabor" com a equipe de produção SubeloNEO, em 2022. Ele explicou à revista Latina que o EP foi principalmente inspirado em sua terra natal, Porto Rico: "Era uma necessidade de voltar à pureza do começo. A poesia da rua está lá. Está presente. Está pulsando. Eu estava realmente em contato com a natureza. Obviamente, a vibe da ilha". O EP está cheio de canções de amor.

## Singles
"Otra Noche en L.A." foi lançado para download digital e streaming pela Sony Music Latin em 27 de janeiro de 2022, como o primeiro single de Play. A música foi um sucesso comercial na América Latina, alcançando o número um na Argentina, El Salvador, Guatemala, e Uruguai, bem como o top 10 na Costa Rica e no México. "A Veces Bien Y A Veces Mal" foi lançado para download digital e streaming pela Sony Music Latin em 14 de abril de 2022, como o segundo single do EP. A faixa alcançou o top 10 no México e em Porto Rico.

## Recepção crítica
| Críticas profissionais | Críticas profissionais |
| Avaliações da crítica  | Avaliações da crítica  |
| Fonte                  | Avaliação              |
| ---------------------- | ---------------------- |
| Billboard              | Favorável              |
| El Nuevo Día           | Favorável              |
| Latin Pop Brasil       | Favorável              |
| Terra                  | Fvaorável              |

Após o lançamento, Play recebeu críticas amplamente positivas de críticos musicais. 
Griselda Flores, da Billboard, deu uma avaliação favorável ao EP, afirmando que ele "é tão profundo quanto seu antecessor [Pausa], com Martin mais vulnerável do que nunca ao navegar pelo amor e desilusões". Ela destacou "Otra Noche en L.A." e "A Veces Bien y a Veces Mal" como "baladas evocativas", elogiando-as por se encaixarem "perfeitamente" com as outras faixas, "Amordio", "Paris in Love" e "Ácido Sabor", que chamou de "joias do pop".
A equipe do site El Nuevo Día descreveu o álbum como "uma coleção de melodias e ritmos enigmáticos acompanhados pela voz inconfundível de Ricky Martin".  Um autor do LOS40 escreveu que Play "culminaria" o EP anterior Pausa.
Priscila Bertozzi, do site LatinPop Brasil, elogiou a "versatilidade e identidade" de Martin no EP, destacando seu "poderoso conceito cinematográfico e musical", dizendo que ele "dá vida a uma metáfora poderosa em seu novo projeto".
Lucas Villa, da revista Latina, descreveu o EP como "irresistível" e feito para ser "ouvido no quarto", descrevendo "Ácido Sabor", "Paris in Love" e "Amordio" como faixas "seriamente sensuais", "funky" e "divertidas", respectivamente.
O crítico do site Terra destacou "Ácido Sabor" como "uma balada dançante e melancólica na mesma medida", "Amordio" por ser "suave na melodia, mas extremamente densa em termos de letra", e "Paris in Love" como "uma canção envolvente". Também foi mencionada a "estética sensual que consagrou o cantor, mesmo nos anos 90", especialmente em "Paris in Love".

## Prêmios e nomeações
Play foi indicado como Álbum Pop do Ano no 35º Prêmio Lo Nuestro.

## Lista de faixas
Créditos adaptados do site Apple Music.
| N.º            | Título                                             | Compositor(es)                                                                                               | Produtor(es)                                                               | Duração |  |
| 1.             | "Ácido Sabor"                                      | Freddy Montalvo Enrique "Ricky" Martin Morales José Carlos Cruz Isaac Ortiz Geronimo Sébastien Julien Alfred | Subelo NEO                                                                 | 3:30    |  |
| 2.             | "Amordio"                                          | Martin Kevyn Mauricio Cruz "Keityn" Luis Angel O'Neill Laureano                                              | Filly Nup JC Entertainment Lenin Yorney Palacios "L.e.x.u.z" Primo Keityn  | 2:27    |  |
| 3.             | "Paris in Love"                                    | Keityn Martin                                                                                                | Luís Miguel Gómez "Casta" Filly Ciey Nup Keityn JC Entertainment L.e.x.u.z | 2:31    |  |
| 4.             | "Reina de Corazones" (featuring Keityn)            | Martin Keityn Laureano                                                                                       | Casta Keityn JC Entertainment L.e.x.u.z                                    | 2:16    |  |
| 5.             | "Otra Noche en L.A."                               | L.e.x.u.z Casta Martin Juan Vargas Keityn Laureano                                                           | Casta L.e.x.u.z                                                            | 3:31    |  |
| 6.             | "A Veces Bien Y A Veces Mal" (Ricky Martin & Reik) | Pedro Capó Julio Ramirez Juvelo Pablo Preciado Andrés Torres Martin Ignacio Cibrian Mauricio Rengifo         | Torres Mauricio Rengifo                                                    | 2:25    |  |
| Duração total: | Duração total:                                     | Duração total:                                                                                               | Duração total:                                                             | 16:40   |  |